# Denis Linsmayer
Denis Linsmayer (Pirmasens, 19 settembre 1991) è un calciatore tedesco, centrocampista del Magonza II.

## Caratteristiche tecniche
È un centrocampista centrale.